# ハウンズロー・ウェスト駅
ハウンズロー・ウェスト駅 (ハウンズロー・ウェストえき、英語: Hounslow West Station)は、ロンドン西部ハウンズロー・ロンドン特別区ハウンズローにある、ロンドン地下鉄の駅である。駅舎はバース・ロード (Bath Road, A3006)にあり、バース・ロードとグレート・ウェスト・ロード (Great West Road, A4)、グレート・サウス・ウェスト・ロード (Great South West Road, A30の交差点から600メートルほど北にある。トラベルカード・ゾーン5に属している。

## 歴史

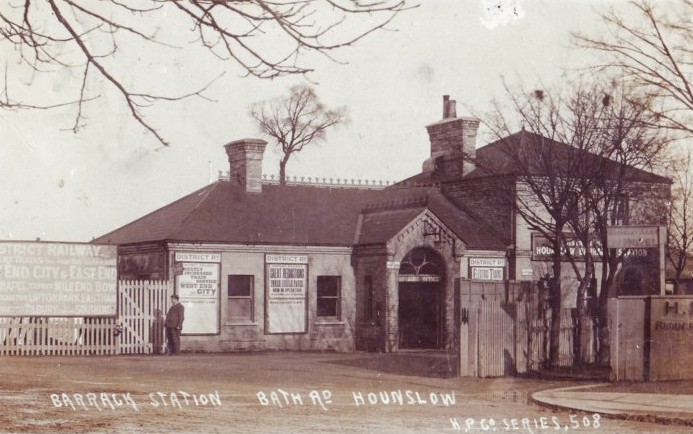
初代駅舎（ハウンズロー・バラック駅）、1900年代はじめ。

この駅は、1884年7月21日に、当時のメトロポリタン・ディストリクト鉄道(Metropolitan District Railway, MDR)（現在のディストリクト線の前身）によって開設された。当初の駅名は、ハウンズロー・バラック駅（Hounslow Barrack）であったが、これは駅の南のビーバーズ・レーン(Beavers Lane)に、当時は騎兵駐屯地（Cavalry Barracks, Hounslow）があったことにちなむものである。この駅は、ハウンズロー・ハイ・ストリートの東端に設けられたハウンズロー・タウン駅（廃止）を終点としていた既設のMDRの路線から分岐した、単線の支線の終点であった。
この支線は、現在のハウンズロー・イースト駅の東300メートルほどの位置で本線から分岐していた。ただし、当時はハウンズロー・イースト駅は存在しておらず、支線開通当初は、ハウンズロー・バラック駅からオスタレー・アンド・スプリング・グローブ駅(Osterley & Spring Grove)（現在のオスタレー駅）まで途中駅はなかった。
MDRの路線の電化は1903年から1905年にかけて行なわれ、1905年6月13日には、ハウンズロー支線でも汽車から電車への移行が行なわれた。1925年12月1日には駅名が現行のハウンズロー・ウェスト駅に変更された。このとき同時に、ハウンズロー・セントラル駅とハウンズロー・イースト駅も、現行の名称に改称された。
1930年から1931年にかけて、新しい駅舎がバース・ロードに面した位置に建設され、それまでの、線路に平行して建てられ、道から奥まったところで道路に対して斜めに設置されていた旧駅舎の代わることになった。新駅舎は、地下鉄の建築家スタンレー・ヒープス(Stanley Heaps)が、チャールズ・ホールデン(Charles Holden)とともに設計したもので、1926年にホールデンが設計した、当時のシティ・アンド・サウス・ロンドン鉄道(City and South London Railway, C&SLR)（現在のノーザン線の一部）のモーデン駅などモーデン支線の各駅を思わせる様式で、ポートランド石を用いて建設され、天井の高い七角形の切符売り場には、全ての面にガラス窓が設けられている。旧駅舎は、新駅舎の建設の進行とともに徐々に解体され、新駅舎は1931年7月5日に開業した。新駅舎は、ヒープスとホールデンが手がけ、同時期に再建築されたアーリング・コモン駅(Ealing Common)にもよく似ている。
ピカデリー線は、1933年1月にノースフィールド駅まで乗り入れるようになっていたが、1933年3月13日にはハウンズロー・ウェスト駅まで運転されるようになった。以降、この支線では、ディストリクト線が撤退した1964年10月9日まで、ディストリクト線とピカデリー線の双方の電車が運行されていた。
1970年代はじめに、ピカデリー線をハウンズロー・ウェスト駅からヒースロー空港に向けて延伸するための工事が始まった。もともと、当駅の線路とプラットホームは、南西方向を向いていた。この方向のまま空港まで延伸すると、駅付近の住宅地のかなり広い範囲を撤去しなければならなかった。そこで、既存施設の撤去を最小限に抑えるルートとして、バース．ロードとグレート・サウス・ウェスト・ロードを開削し、道路に沿って地下鉄トンネルを設けることになった。
延伸工事の第1段階は、新たなルートに合わせて、それまでの線路より西向きになるように、新たな2線のプラットホームを地下に建設した。新プラットホームは、従前の2面3線プラットホームの北隣に設けられ、既存の駅舎も、新たなプラットホームへのアクセスできるように拡張された。新しいプラットホームは、1975年7月14日から使用され、5日後の1975年7月19日には、ハットン・クロス駅まで、電車が運行されるようになった。

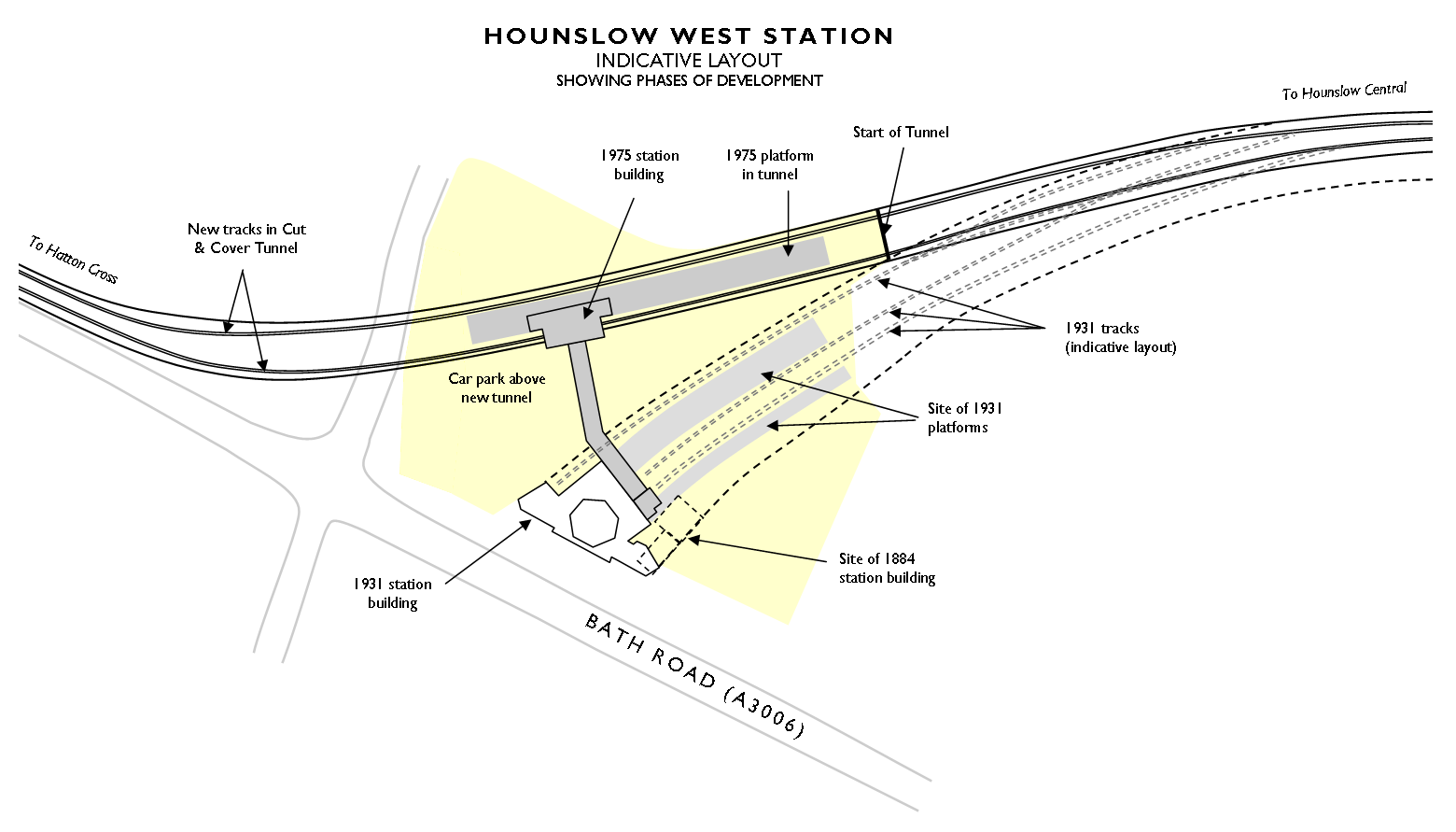
Indicative layout of Hounslow West station

## 駅構造
島式ホーム1面2線の地下駅。
| 乗り場 | 路線          | 行先                            |
| ------ | ------------- | ------------------------------- |
| 南側   | ●ピカデリー線 | ヒースロー・ターミナルズ2,3方面 |
| 北側   | ●ピカデリー線 | コックフォスターズ方面          |

## 利用状況
年間乗降員数から年間日数を割り、小数点以下は四捨五入して求めている。

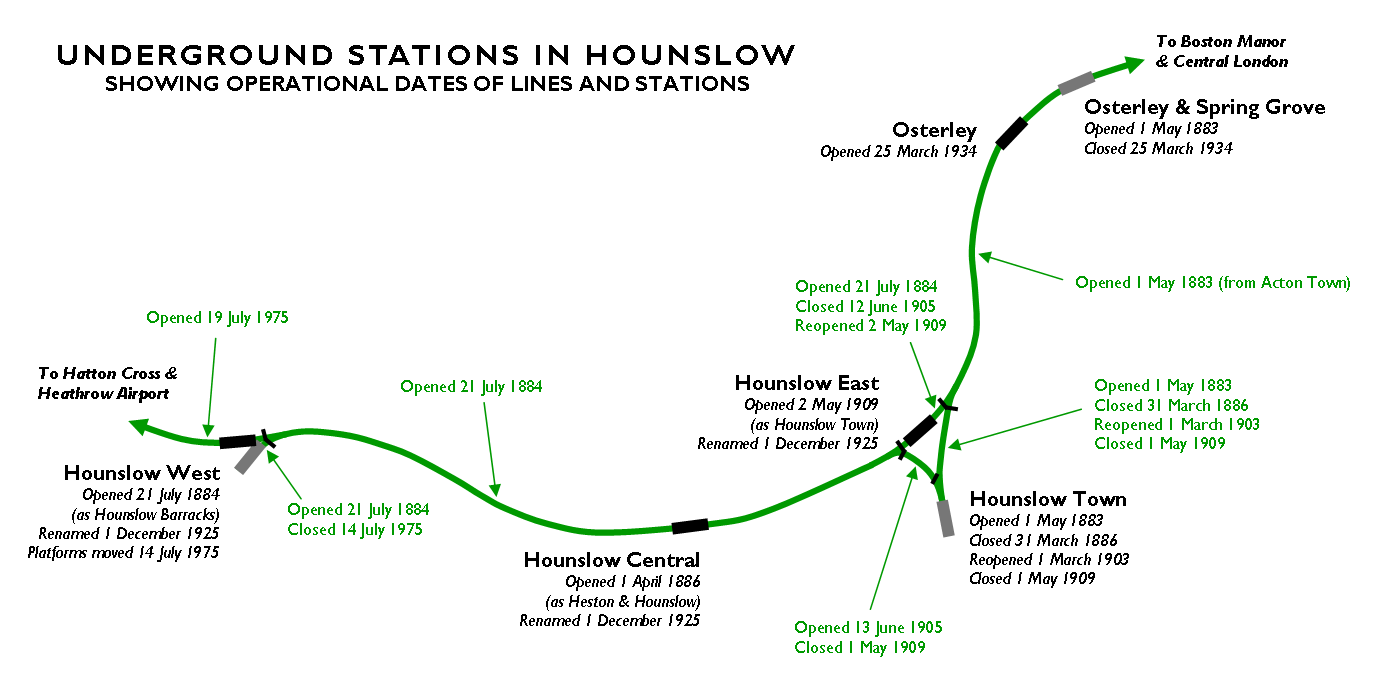
ハウンズロー周辺の鉄道路線、鉄道駅の運行時期を示した地図

| 年   | 年間乗降員数 | 一日乗降員数 |
| ---- | ------------ | ------------ |
| 2007 | 3,078,000    | 8,670        |
| 2008 | 2,950,000    | 8,082        |
| 2009 | 3,101,000    | 8,496        |
| 2013 | 3,340,000    | 9,158        |
| 2014 | 3,610,000    | 9,890        |
| 2015 | 3,550,000    | 9,726        |
| 2016 | 3,550,000    | 9,726        |
| 2017 | 3,520,000    | 9,644        |

## バス
当駅には 81番、222番、482番、H32番、H91番、H98番のバスが乗り入れている。

## 隣の駅
ロンドン地下鉄
■ピカデリー線
ハットン・クロス駅 - ハウンズロー・ウェスト駅 - ハウンズロー・セントラル駅